# 上松 (小惑星)
上松（あげまつ、2470 Agematsu）は、小惑星帯に位置する小惑星。
1976年10月、香西洋樹と古川麒一郎が、長野県の東京天文台木曾観測所（現：東京大学大学院理学系研究科附属天文学教育研究センター木曾観測所）で発見した。

## 名称
長野県西南部の木曽郡上松町に因む。
木曾観測所は、御嶽山山麓の木曽郡木曽町（旧：三岳村）・上松町・王滝村にまたがって所在しており、観測所の地元の地名が付けられたのである。
このほか、木曾観測所やその周辺の地名に関連した命名が行われた小惑星として、(2271) 木曾、(2330) 御嶽、(2924) 三岳村、(2960) 王滝 がある。